# Campeonato Sergipano de Futebol de 1929
O Campeonato Sergipano de Futebol de 1929 foi a 9º edição da divisão principal do campeonato estadual de Sergipe. O campeão foi o Sergipe que conquistou seu 5º título na história da competição. Nos dois anos seguintes, em 1930 e 1931, o campeonato não foi disputado, retornando em 1932.

## Premiação
| Campeonato Sergipano de 1929 |
| Aracaju                      |
| ---------------------------- |
| Sergipe Campeão (5º título)  |